# Mycterophora longipalpata
Mycterophora longipalpata là một loài bướm đêm trong họ Erebidae.